# Carangoides otrynter
Carangoides otrynter är en fiskart som först beskrevs av Jordan och Gilbert, 1883.  Carangoides otrynter ingår i släktet Carangoides och familjen taggmakrillfiskar. IUCN kategoriserar arten globalt som livskraftig. Inga underarter finns listade.